# Saltwater (Julian Lennon)
Saltwater is een nummer van de Britse muzikant Julian Lennon uit 1991. Het is de eerste single van zijn vierde studioalbum Help Yourself.
"Saltwater" is een aanklacht tegen milieuvervuiling en wereldarmoede. Het nummer bevat een gitaarsolo in de stijl van George Harrison. In de eerste instantie schreef Julian Lennon zelf een gitaarsolo voor het nummer, maar op advies van zijn producer Bob Ezrin, vroeg Lennon Harrison of deze bereid was een solo voor hem te spelen. Harrison had echter geen tijd, hij wilde vooral Eric Clapton, wiens zoon op dat moment recentelijk was gestorven, troost bieden. Wel nam Harrison een aantal gitaarriffs op, en stuurde deze door naar Lennon. Gitarist Steve Hunter verzorgde uiteindelijk de solo op het nummer, met elementen uit de solo's van zowel Lennon als Harrison. "Saltwater" werd een hitje op de Britse eilanden, in Australië en in het Nederlandse taalgebied. In het Verenigd Koninkrijk bereikte het nummer de 6e positie. In de Nederlandse Top 40 haalde het de 15e positie, en in de Vlaamse Radio 2 Top 30 de 18e.